# Karl Johan Ebbeström
Karl Johan Ebbeström, född 4 februari 1892 i Fru Alstad i Malmöhus län, död 3 juli 1957 i Hyby församling, var en svensk konstnär.
Ebbeström studerade vid Skånska målarskolan i Malmö. Hans konst består av porträtt, figursaker och kustmotiv. Ebbeström är representerad vid Trelleborgs museum.